# El Aïoun
El Aïoun est une commune de la wilaya d'El Tarf en Algérie.

## Géographie
La ville se trouve sur l'ancien territoire de la grande confédération berbère des Kroumirs. El-Aioun abrite un poste-frontière entre l'Algérie et la Tunisie.